# 女性の権利の擁護

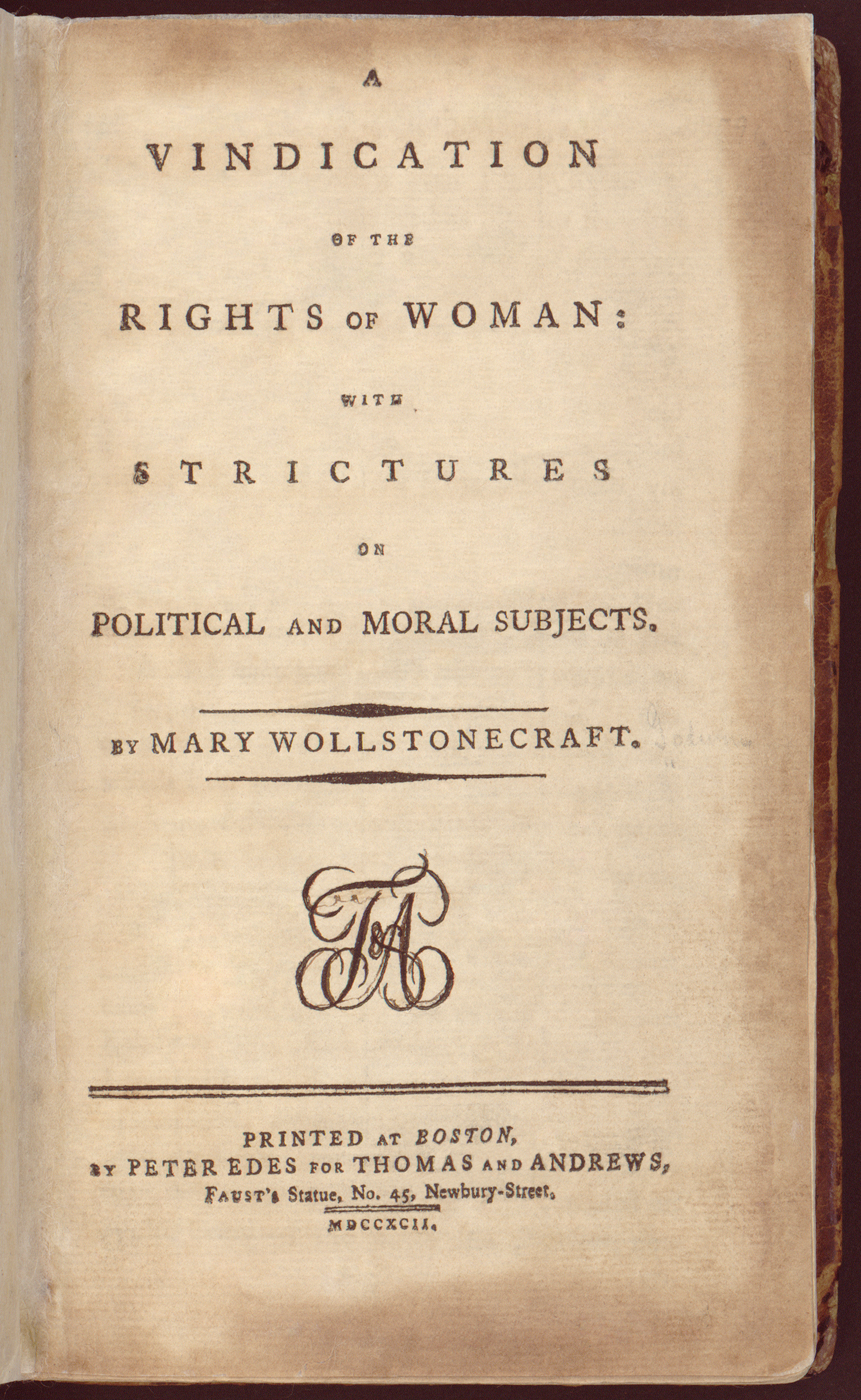
『女性の権利の擁護』の第1ページ（アメリカでの初版本）

『女性の権利の擁護』（じょせいのけんりのようご、英語: A Vindication of the Rights of Woman）は、1792年、作家でありフェミニズムの社会思想家でもあったメアリ・ウルストンクラフトによって発表された著作である。

## 概要
ウルストンクラフトは女子に対する教育について『少女の教育に関する論考』で当時としては革新的な立場をとっており、例えばルソーが『エミール』で男性と女性に異なる教育方針を採ることについて批判的であった。ウルストンクラフトにとって教育は男性だけでなく女性にも必要であり、さらに「人類がもっと高い道徳性を身につけ、そしてもちろん、もっと幸福になるためには、男女は同じ原理に基づいて行動しなければならない」と主張する。この主張から展開されているのが本書『女性の権利の擁護』であり、女性への社会的な抑圧を撤廃するために女子への教育を問題として提起する。
ウルストンクラフトはこれまで男性が女性に対して向けてきた愛情の正体が低級なものであり、それは男性が女性の知的な向上を妨げてきたためであったと論じる。ルソーが寵愛したテレーズの事例を取り上げながら、自分の生活を男性に依存させるような女性の弱さは、その場限りで短期的な愛着を生み出すに過ぎないと指摘する。だからこそ、このような動物的欲求のままに続けられる知的に低級な恋愛を改善するためには知性が必要であるとウルストンクラフトは考えた。彼女は男性と女性が互いに助け合うことが重要であり、男性が女性の知的発展を妨げれば女性は男性を堕落させるとして女性を解放する意義を主張する。女性を解放するために必要なものは教育であり、ウルストンクラフトは女性に与えられてしかるべき知識や徳目を列挙することで、従来の国民教育の内容と制度の改革についての理解を求めている。

## 書誌情報
- 『女性の権利の擁護―政治および道徳問題の批判をこめて』白井尭子訳、未來社、1980年